# Arcologia

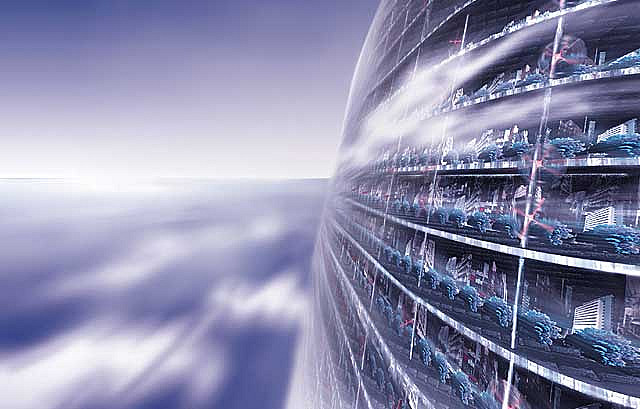
Rappresentazione artistica di un'ipotetica arcologia (illustrazione per Hayakawa S-F Magazine di Hidenori Watanave).

Un'arcologia è il concetto di un enorme edificio sufficiente a mantenere un'ecologia interna e una densità abitativa estremamente alta.
Il termine, parola macedonia ("neologismo composito") formata dalle parole "architettura" ed "ecologia", è stato coniato dall'architetto Paolo Soleri negli anni sessanta del Novecento.

## Lo scopo dell'arcologia
Le arcologie sono estremamente popolari nella fantascienza, poiché esse ambiscono a essere la soluzione ai problemi di sovrappopolazione e degrado ambientale e poiché puntano alla riduzione della superficie delle città, sviluppandosi verso l'alto.
L'idea di fondo dell'arcologia è originata dall'idea che l'urbanizzazione moderna richieda uno spazio eccessivo sulla Terra. Questa è una nozione comune nel movimento ambientalista e tra i Verdi.

## Broadacre City di Frank Lloyd Wright
Frank Lloyd Wright pubblicò negli anni trenta il volume "An Organic Architecture", in cui descriveva la propria idea di città usoniana, chiamata "Broadacre City" (trad. lett. "città acrovasto"). La visione di Wright prevedeva l'equa suddivisione di tutto il territorio statunitense fra le famiglie locali, e descriveva l'organizzazione dei trasporti, dell'agricoltura e del sistema commerciale per supportare la sua teoria.
La soluzione di Wright non è però esente da problemi. Infatti, non trova una soluzione per l'effettiva rapida crescita della popolazione che, di fatto, riduce la quantità di territorio disponibile. Inoltre, un assunto a priori è una democrazia più rigida rispetto a quella reale, ed è perciò ideale. Wright dà anche per scontato un tipo di società più livellato dove tutti, indipendentemente dalla quantità di mezzi, avrebbero più o meno lo stesso spazio abitativo o lavorativo rispetto agli altri.

## Arcosanti di Paolo Soleri
Uno degli esempi maggiormente concretizzati di arcologia è quello proposto da Paolo Soleri, sviluppato praticamente presso la città di Arcosanti. Nel volume "Arcologia: la città a immagine d'uomo", Soleri descrive le soluzioni per comprimere e compattare le strutture urbane verso il tridimensionalismo e combattere l'espansione urbana bidimensionale.
Questi concetti hanno portato a molte interpretazioni fantascientifiche raffiguranti città coperte da cupole. In realtà le idee di Soleri non sono meri modelli di "alveari umani", includono, per esempio, anche grandi differenze di pensiero rispetto alle teorie di Wright e relative ai trasporti, all'agricoltura e al commercio. Soleri, infatti, ha approfondito le idee di Wright focalizzandosi sullo spreco e la duplicazione delle risorse, sul risanamento del territorio, sull'eliminazione della maggior parte del trasporto privato a vantaggio di quello pubblico e sul maggior uso di risorse sociali come biblioteche e luoghi ricreativi.

## Progetti

### In costruzione
- Arcosanti 1970-oggi

### Idea
- Piramide di Tokyo